# Sarraltroff
Sarraltroff è un comune francese di 785 abitanti situato nel dipartimento della Mosella nella regione del Grand Est.

## Società

### Evoluzione demografica
Abitanti censiti